# Pachnocybales
Pachnocybales är en ordning av svampar. Pachnocybales ingår i klassen Pucciniomycetes, divisionen basidiesvampar och riket svampar.
|               | Septobasidiales                  |
|               |                                  |
|               | Pucciniales                      |
|               |                                  |
|               | Platygloeales                    |
|               |                                  |
| Pachnocybales | \| \| Pachnocybaceae \| \| \| \| |
|               | \| \| Pachnocybaceae \| \| \| \| |
|               | Helicobasidiales                 |
|               |                                  |
|               | Zymoxenogloea                    |
|               |                                  |
|               | Pachnocybaceae                   |
|               |                                  |

|  | Pachnocybaceae |
|  |                |